# Jaskinia Wiercica
Jaskinia Wiercica – jaskinia w gminie Niegowa (powiat Myszków) w Jurze Krakowsko-Częstochowskiej.

## Opis jaskini

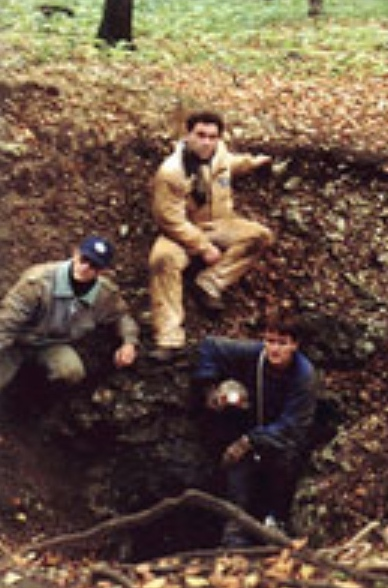
Otwór jaskini Wiercica

Jaskinia znajduje się niedaleko osady Ostrężnik, w zachodnim zboczu wzgórza Jelnica, ograniczającego osadę od wschodu. Z osady prowadzi ścieżka w kierunku wschodnim wzdłuż granicy lasu bukowego, następnie ścieżka wiedzie wzdłuż grani, około 600 m na wschód. Otwór jaskini jest ukryty w leju, w odległości 30 m na lewo od ścieżki, w szczytowej partii wzgórza. Jaskinię odkryto 9 lipca 1954 w czasie kursu taternictwa jaskiniowego warszawskiej Sekcji Taternictwa Jaskiniowego PTTK i nadano jej nazwę Wiercica. Wcześniej jaskinia była odwiedzana przez poszukiwaczy szpatu (kalcytu), który pozyskiwano z szaty naciekowej na potrzeby przemysłu szklarskiego. Pierwszy plan jaskini Wiercicy wykonał Jan Rudnicki w 1959.
Jaskinia (długość 220 m, głębokość 31 m) powstała w wyniku zjawisk krasowych na pionowej szczelinie. Jaskinia nie posiada bocznych odgałęzień. Jest to system salek, korytarzy i przełazów umieszczonych jedno nad drugim. Na samym początku należy wykonać 12-metrowy zjazd na usypisko, które prowadzi do znacznych rozmiarów sali – Sali za Kolumną. Dno sali pokrywa rumosz i bloki wapienne. Znajduje się tutaj metalowy krzyż i kamienny ołtarz, przy którym odbywają się w pierwszą niedzielę czerwca doroczne msze w intencji ludzi gór i jaskiń. Nabożeństwa transmitowane są z jaskini dla obecnych na powierzchni. Głównym organizatorem jest klub Speleo-Myszków.

## Przyroda
W 1966 znaleziono w jaskini szkielet największego w Polsce okazu niedźwiedzia jaskiniowego. W zbiorach Muzeum Geologicznego znajduje się 35 okazów kości zwierząt (głównie nosorożcowate, świniowate, jeleniowate i niedźwiedziowate) z Jaskini Wiercica, w tym fragment czaszki jelenia olbrzymiego. W 1981 opublikowano badania nad rozmieszczeniem i ekologią pająków w Wiercicy. Opisano także występowanie kleszcza.
W 1995 w celach ochronnych wejścia do Jaskini Wiercica oraz pobliskiej Jaskini Wiernej zostały zamknięte metalowymi włazami. Obawiano się, że negatywnie wpłynie to na populację hibernujących w jaskini nietoperzy, dlatego ich populacja od wielu lat jest w okresie zimowym monitorowana przez Instytut Systematyki i Ewolucji Zwierząt PAN z Krakowa. Jednak mimo zamknięcia nie stwierdzono znaczących zmian w liczbie zimujących nietoperzy. Przedostają się one bowiem do jaskini przez wąskie szczeliny. Z uwagi na obecność nietoperzy Jaskinia Wiercica wraz ze wzgórzem Jelnica  jest klasyfikowana międzynarodowo jako część Ostoi Jurajskiej. 

## Galeria

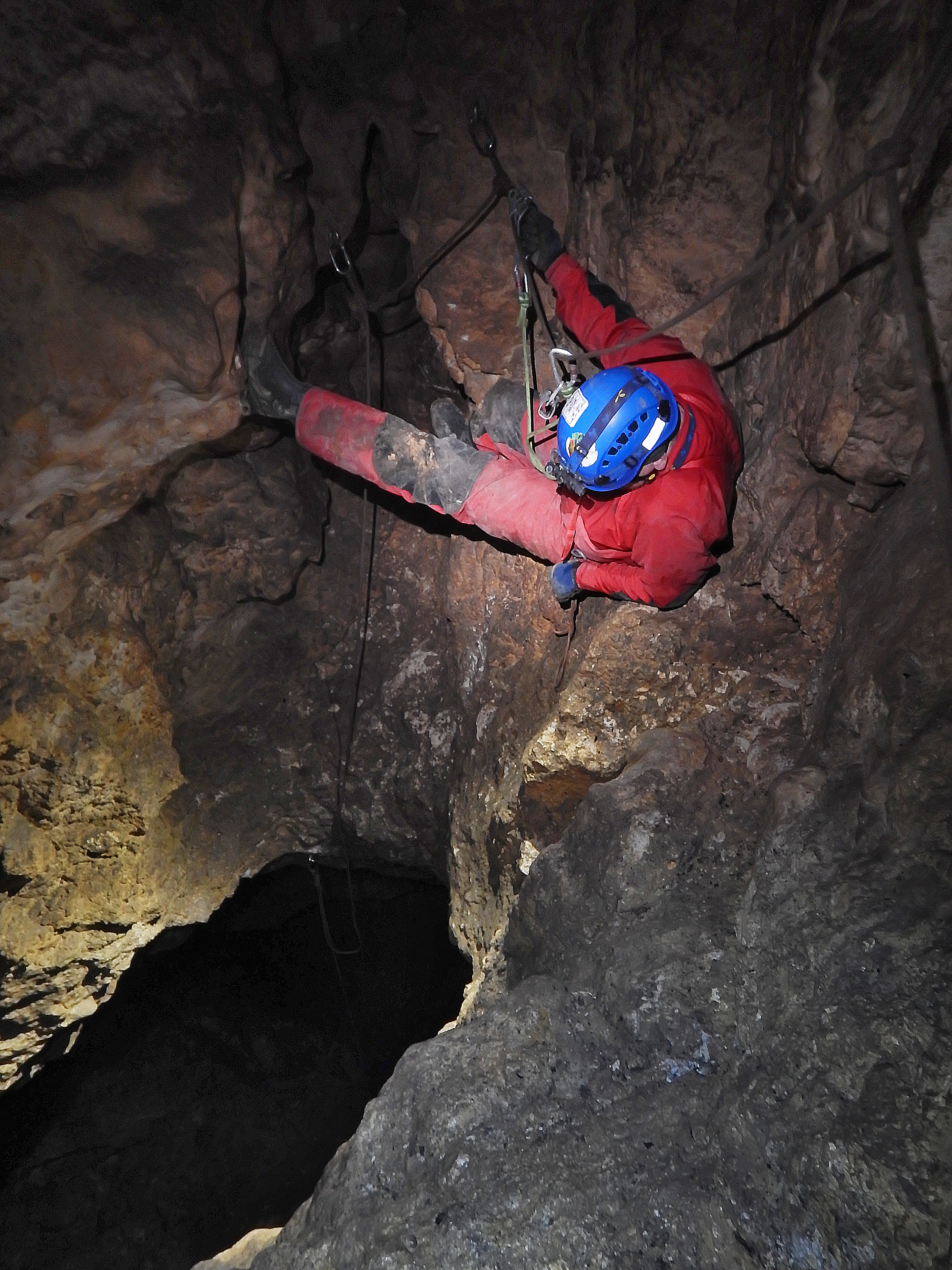
Zjazd w Wiercicy
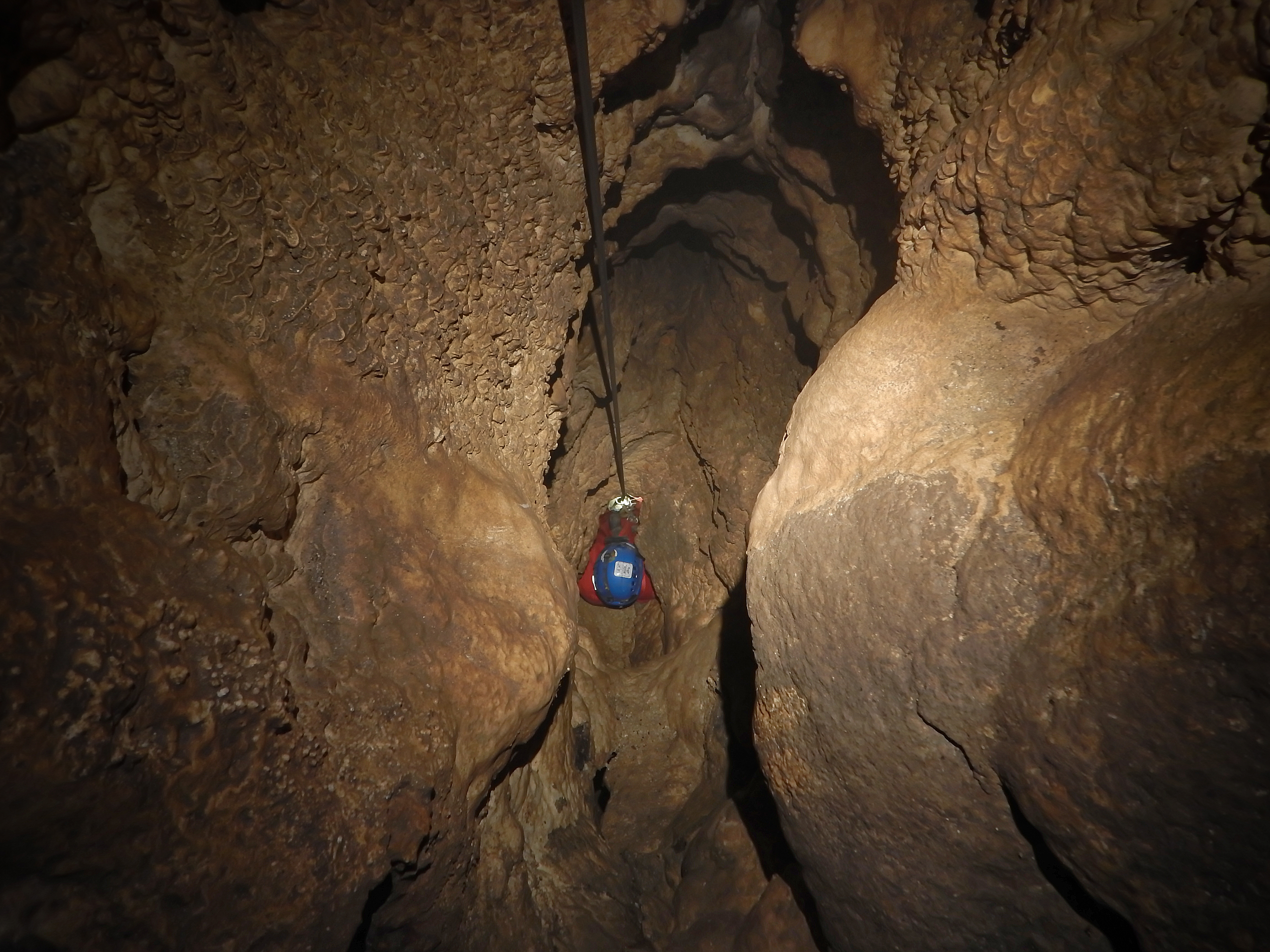
Studnia
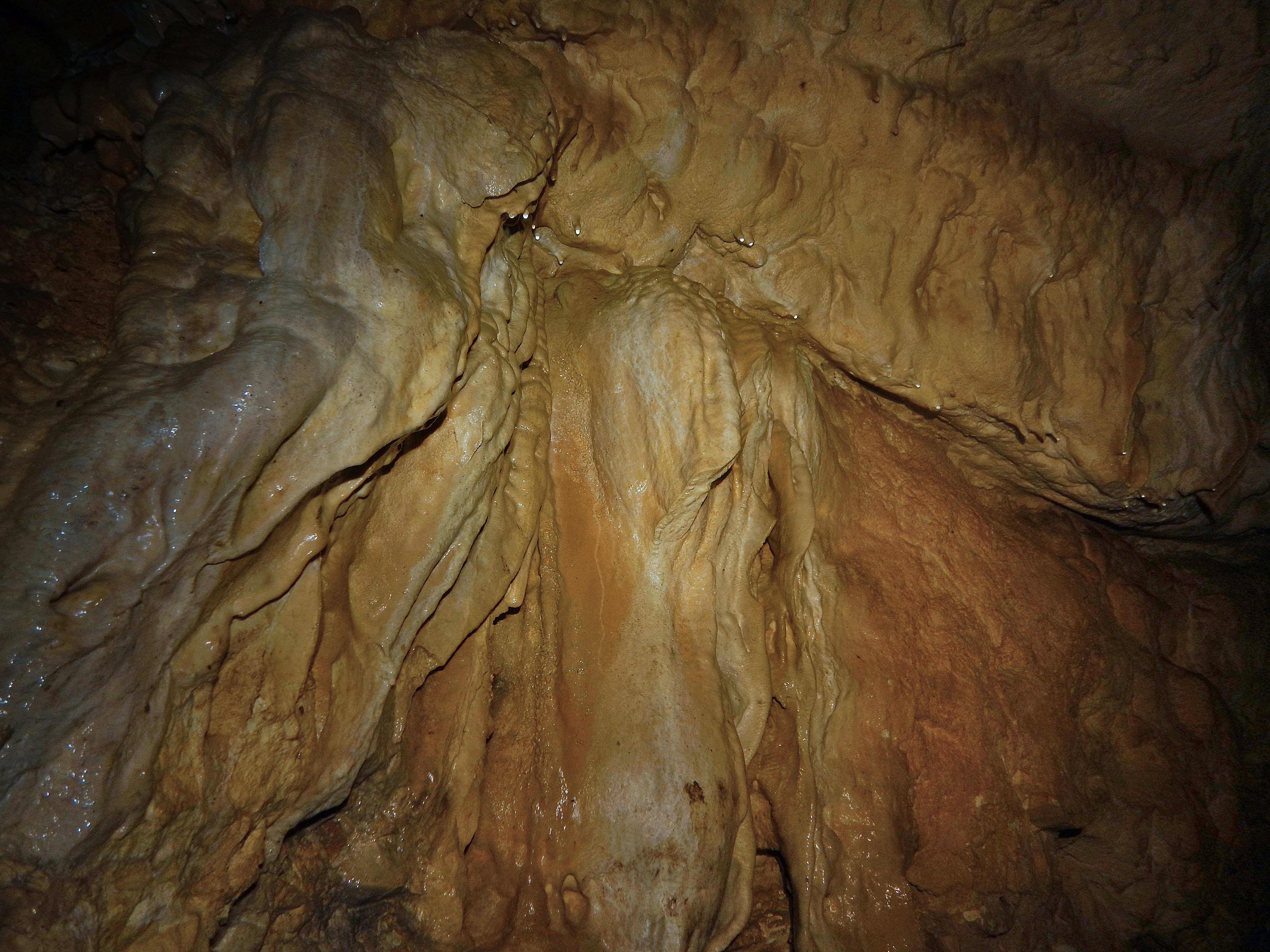
Nacieki
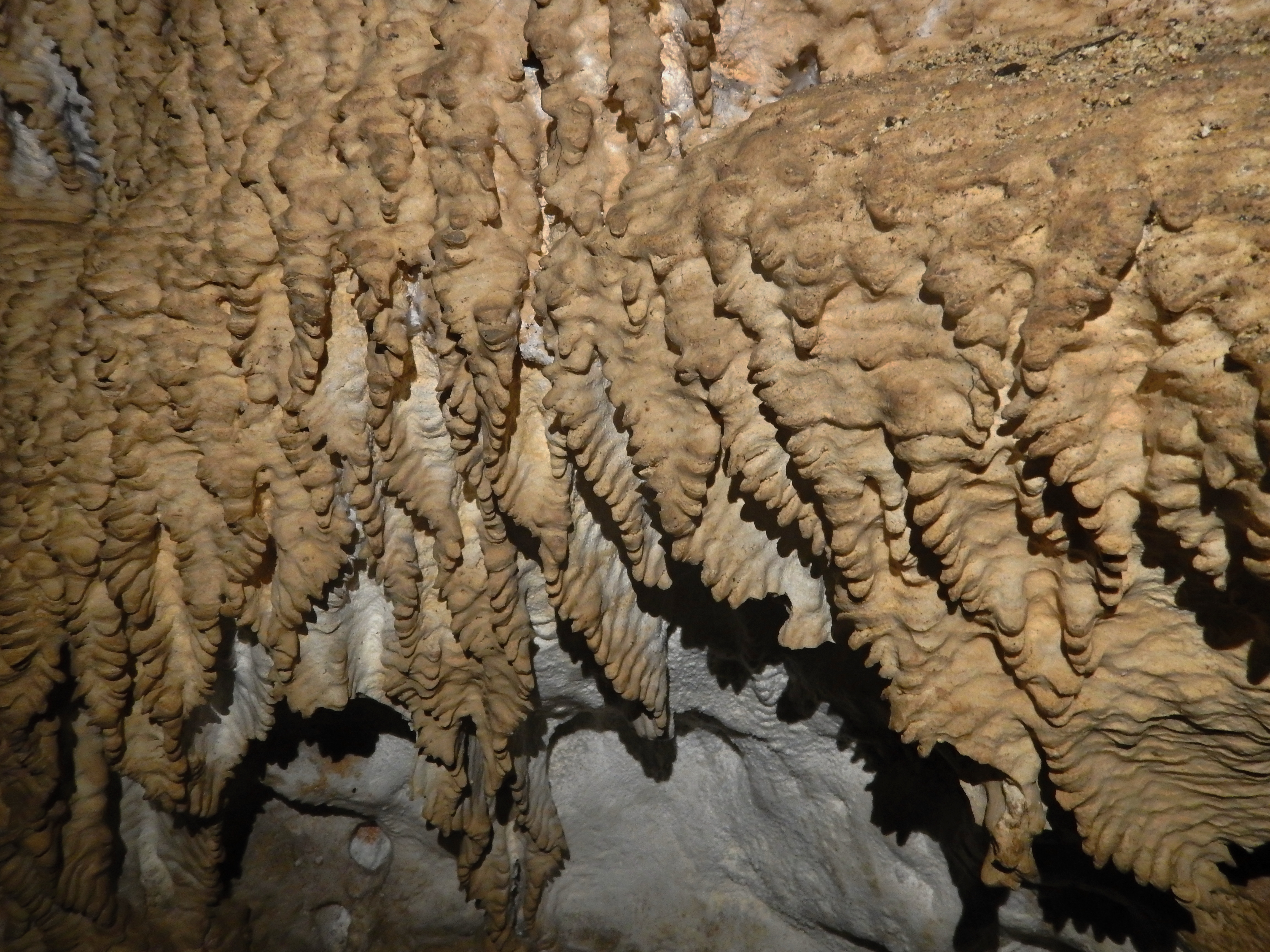
Draperia naciekowa
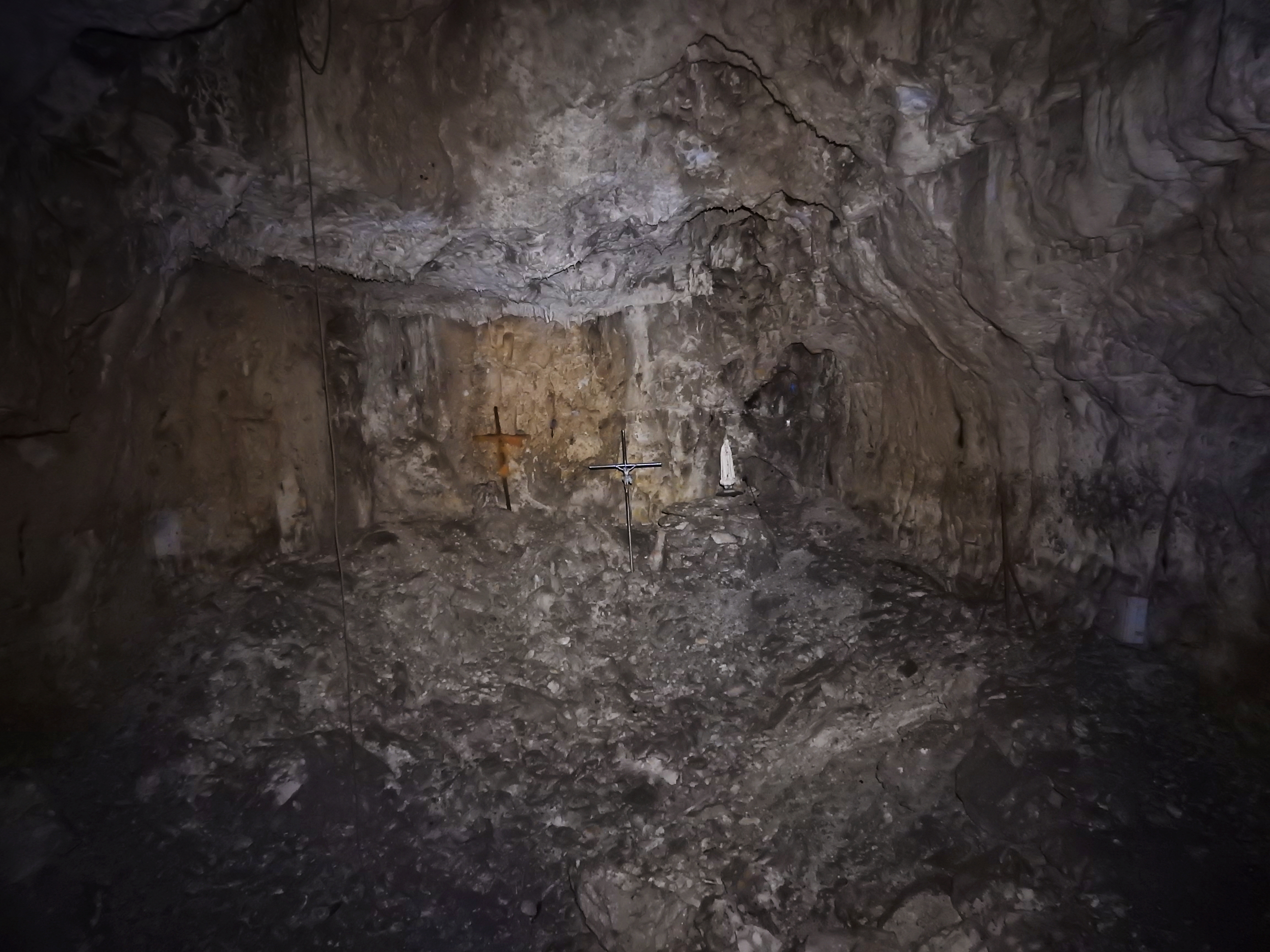
Sala za Kolumną